# Hans Oluf Jacobsen
Hans Oluf Jacobsen (ur. 8 września 1881 w Mørkøv, zm. 18 lutego 1945 w Holbæk) – duński strzelec, olimpijczyk.
Wziął udział w Letnich Igrzyskach Olimpijskich 1924. Wystąpił w trapie, którego nie ukończył.

## Wyniki

### Igrzyska olimpijskie
| Igrzyska   | Konkurencja | Wynik | Miejsce | Źródło |
| ---------- | ----------- | ----- | ------- | ------ |
| Paryż 1924 | Trap        | DNF   | DNF     | [ 1 ]  |